# Rosa blanda
Rosa blanda (шипшина гладка) — вид рослин з родини розових (Rosaceae); поширений у Канаді й США.

## Опис
Кущ, утворює зарості. Стебла прямовисні або дугоподібні,(5)10–20 дм, мало розгалужені; кора зелена коли молода, потім від червоної до оранжево-червоної, проксимально вкрита сизим нальотом, гладка; підприлисткові колючки відсутні, міжвузлові колючки рідкісні. Листки 8.5–11 см; прилистки (9)15–25 × 4–6 мм, краї цілі або виїмчасті, від рідко до густо залозисті, поверхні гладі, іноді запушені; ніжки й ребра листків з колючками, рідкі або відсутні; листочків 5–7(9), ніжки 5–9(13) мм, пластинки еліптичні або яйцюваті, іноді оберненояйцюваті, (15)25–40(55) × (8)12–20(30) мм, краї 1-пильчасті, зуби 10–26 на бік, верхівки гострі, іноді тупі, низ блідо-зелений, гладкий іноді запушений, верх зелений, від тьмяного до ± блискучого, голий, іноді незначно волохатий. Суцвіття щиткоподібні, 1–5(10)-квіткові. Квітки діаметром 3–6(7) см; чашолистки як правило прямовисні, яйцювато-ланцетні, (12)20–30 × 2.5–3.5 мм, кінчик 2.5–4 × 0.5–1.5 мм; пелюстки поодинокі, рожеві або трояндові, 13–26 × 12–26 мм. Плоди шипшини червоні, кулясті або субкулясті, іноді еліпсоїдні, глекоподібні або грушоподібні, 8–11 × 8–11 мм, м'ясисті. Сім'янки 26, жовтувато-коричневі, 3.5–4 × 1.5–3 мм. 2n = 14.
Період цвітіння: червень — липень.

## Поширення
Поширений у Канади й США; інтродукований до Європи.
Населяє хащі, окрайки трав'янистих місцевостей і узлісся, канави, береги струмків, гравійні та піщані місця. Висота зростання: 0–700 м.